# シューイチ
『シューイチ』は、日本テレビ系列で2011年4月3日から毎週日曜日の朝に、2025年4月5日から毎週土曜日の朝に生放送されている情報番組。

## 概要

### 土曜版
29年続いた『ズームイン!!サタデー』と34年続いた『ウェークアップ』シリーズ（読売テレビ制作）の後継番組として、2025年4月5日から放送されており、制作枠も読売テレビ制作枠（昼の新設ニュースに移動）から日本テレビ制作枠に変更された。
放送開始当初から放送時間は、5:55から9:25（JST）までの3時間半となる（5:55 - 6:25、8:25 - 9:25はローカル枠）。

### 日曜版
21年半続いた『THE・サンデー』シリーズ（『THE・サンデー』→『TheサンデーNEXT』）の後継番組として放送されている。
放送開始当初から2013年3月31日までの放送時間は8:00から9:55（JST）までの1時間55分となっていたが、同年4月7日より開始時間を30分繰り上げ・放送時間も30分拡大し7:30から9:55（JST）までの2時間25分となる。その後2020年4月5日からは終了時間を30分繰り下げ・放送時間も30分拡大し、7:30から10:25（JST）までの2時間55分の放送となる（9:55 - 10:25はローカル枠）。
2011年6月5日は、『つなげよう、ecoハート。〜明日へのチカラ〜 地球と生きる100のコト』放送のため休止。中山はMCを担当、谷中も出演し、日テレタワー前の街頭でのキャンペーン活動（うちわ配り）に参加した。同年7月24日11:45 - 12:45には、地上デジタル移行関連特別番組として『シューイチPRESENTSテレビ60年「これまで」「これから」カウントダウン』が放送された。総合司会の中山・片瀬、ニュースキャスターの笛吹（以上進行役）、レギュラーコメンテーターの手嶋・中丸に加え、徳光和夫を特別ゲストコメンテーターとして迎え、アナログ放送終了直前に徳光のスピーチが行われた。
2020年12月13日の放送内で、番組開始から総合司会を務めてきた片瀬が2021年3月をもって番組を卒業することを自ら発表した。
片瀬の後任として、日本テレビアナウンサーの徳島えりかが2021年4月から総合司会に加わる。番組開始から女性タレントがお天気キャスターを担当してきたが、その担当も徳島が兼務する。
「第2日本テレビ→日テレオンデマンド ゼロ（2012年10月 - 2013年3月）→日テレオンデマンド（2013年4月以降）」（ウェブ番組。視聴無料）においても、出演者インタビューが配信されており、シューイチガールズの一言コメントと、中山・シューイチくんと出演者による番組後の反省会と称した裏話のコーナーが提供されている。ただし前者は番組開始当初は頻繁に更新されていたが、現在は後者のみの更新となっている。

## 元日版『新春シューイチ』
日本テレビ系の元日の朝は1980年以降、曜日配列に関係なく『新春 ズームイン!!朝!』を、2002年からは『新春!ズームイン!!SUPER』を毎年放送してきた。『ズームイン!!SUPER』終了後の2012年からは平日放送の『ZIP!』と土曜放送の『ズームイン!!サタデー』の相互乗り入れ特番や『新春ZIP!4時間生バトル〜豪華お年玉をゲットせよ〜』が放送された。
2019年以降、毎年1月1日に放送されている新春特別番組『新春シューイチ〜ネンイチ〜』では、『ズームイン!!朝!』からの継承企画として、報道ヘリからの富士山の初日の出中継が行われている。

### 各回の放送概要（新春シューイチ）
| 放送回 | 放送日時                                                                               | 放送時間                                                                               | 曜日                                                                                   | 放送タイトル                                                                           | 備考                                                                                   |                                                                                        |
| ------ | -------------------------------------------------------------------------------------- | -------------------------------------------------------------------------------------- | -------------------------------------------------------------------------------------- | -------------------------------------------------------------------------------------- | -------------------------------------------------------------------------------------- | -------------------------------------------------------------------------------------- |
| 1      | 2017年1月1日                                                                           | 5:30 - 9:30                                                                            | 日曜日                                                                                 | 年に一度の新春シューイチ ネンイチ ZIP!&ズムサタ 豪華イチづくしSP                       |                                                                                        |                                                                                        |
| -      | 2018年1月1日は『新春スッキリ2018 ZIP!と初夢コラボSP 開運!4時間クイズッス祭り』を放送。 | 2018年1月1日は『新春スッキリ2018 ZIP!と初夢コラボSP 開運!4時間クイズッス祭り』を放送。 | 2018年1月1日は『新春スッキリ2018 ZIP!と初夢コラボSP 開運!4時間クイズッス祭り』を放送。 | 2018年1月1日は『新春スッキリ2018 ZIP!と初夢コラボSP 開運!4時間クイズッス祭り』を放送。 | 2018年1月1日は『新春スッキリ2018 ZIP!と初夢コラボSP 開運!4時間クイズッス祭り』を放送。 | 2018年1月1日は『新春スッキリ2018 ZIP!と初夢コラボSP 開運!4時間クイズッス祭り』を放送。 |
| 2      | 2019年1月1日                                                                           | 5:50 - 9:30                                                                            | 火曜日                                                                                 | 新春シューイチ ネンイチ                                                                |                                                                                        |                                                                                        |
| 3      | 2020年1月1日                                                                           | 5:50 - 9:30                                                                            | 水曜日                                                                                 | 新春シューイチ ネンイチ                                                                |                                                                                        |                                                                                        |
| 4      | 2021年1月1日                                                                           | 6:20 - 10:00                                                                           | 金曜日                                                                                 | 新春シューイチ ネンイチ                                                                |                                                                                        |                                                                                        |
| 5      | 2022年1月1日                                                                           | 6:20 - 10:30                                                                           | 土曜日                                                                                 | 新春シューイチ ネンイチ                                                                |                                                                                        |                                                                                        |
| 6      | 2023年1月1日                                                                           | 6:00 - 11:00                                                                           | 日曜日                                                                                 | 新春シューイチ ネンイチ                                                                | [ 9 ]                                                                                  |                                                                                        |
| 7      | 2024年1月1日                                                                           | 6:00 - 10:00                                                                           | 月曜日                                                                                 | 新春シューイチ ネンイチ                                                                | [ 10 ]                                                                                 |                                                                                        |
| 8      | 2025年1月1日                                                                           | 6:00 - 10:00                                                                           | 水曜日                                                                                 | 新春 シューイチ×ZIP!×DayDay.4時間コラボSP                                              | [ 11 ]                                                                                 |                                                                                        |

## 出演者
- 出典：[12]

### 現在の出演者
- 表記のない人物は、日本テレビアナウンサー。

#### 総合司会
- 中山秀征（タレント）[注 7]
- 田辺大智（2025年4月5日 - ）土曜総合司会
- 岩田絵里奈（2024年4月7日 - ）日曜総合司会[注 8]

#### キャスター
土曜版
- 辻岡義堂（2024年4月7日 - ）[注 9]
- 佐藤真知子（2025年4月5日 - ）
- 杉原凜（2025年4月5日 - ）
- 忽滑谷こころ（2025年4月5日 - ） - 『NNNシューイチサタデー』担当。[注 10]
- 畑下由佳（2025年4月12日 - ） - 『NNNシューイチサタデー』担当。[注 10][注 11]

日曜版
- 安村直樹（2015年4月5日 -  ）[注 12]
- 河出奈都美（2020年4月5日 - ）[注 13]
- 佐藤梨那（2023年4月2日 - ）

土曜日
| 期間     | 期間 | 総合司会 | 総合司会 | ニュース   | スポーツ | エンタメ | エンタメ |
| 期間     | 期間 | 総合司会 | 総合司会 | ニュース   | スポーツ | 男性     | 女性     |
| -------- | ---- | -------- | -------- | ---------- | -------- | -------- | -------- |
| 2025.4.5 | 現在 | 中山秀征 | 田辺大智 | 佐藤真知子 | 辻岡義堂 | （不在） | 杉原凜   |

| 期間            | 期間 | NNNシューイチサタデー   | お天気キャスター |
| --------------- | ---- | ----------------------- | ---------------- |
| 2025.4.5        | 現在 | 忽滑谷こころ1 畑下由佳1 | 坐間妙子         |
| - 1隔週交代制。 |      |                         |                  |

日曜日
| 期間      | 期間      | 総合司会 | 総合司会   | ニュース            | スポーツ          | エンタメ | エンタメ   |
| 期間      | 期間      | 総合司会 | 総合司会   | ニュース            | スポーツ          | 男性     | 女性       |
| --------- | --------- | -------- | ---------- | ------------------- | ----------------- | -------- | ---------- |
| 2011.4.3  | 2013.3.31 | 中山秀征 | 片瀬那奈   | （不在）            | 辻岡義堂          | 辻岡義堂 | （不在）   |
| 2014.4.7  | 2013.5.26 | 中山秀征 | 片瀬那奈   | 佐藤義朗            | 佐藤義朗          | 辻岡義堂 | （不在）   |
| 2013.6.2  | 2014.3.30 | 中山秀征 | 片瀬那奈   | 佐藤義朗            | 佐藤義朗          | 辻岡義堂 | 後藤晴菜   |
| 2014.4.6  | 2014.6.29 | 中山秀征 | 片瀬那奈   | ホラン千秋          | 佐藤義朗          | 辻岡義堂 | 後藤晴菜   |
| 2014.7.6  | 2015.3.29 | 中山秀征 | 片瀬那奈   | ホラン千秋          | 佐藤義朗          | 辻岡義堂 | 畑下由佳   |
| 2015.4.5  | 2015.8.30 | 中山秀征 | 片瀬那奈   | ホラン千秋 杉野真実 | 佐藤義朗 安村直樹 | 安村直樹 | 畑下由佳   |
| 2015.9.6  | 2016.9.25 | 中山秀征 | 片瀬那奈   | ホラン千秋 杉野真実 | 佐藤義朗 安村直樹 | 安村直樹 | 笹崎里菜   |
| 2016.10.1 | 2017.3.26 | 中山秀征 | 片瀬那奈   | ホラン千秋          | 佐藤義朗 安村直樹 | 安村直樹 | 笹崎里菜   |
| 2017.4.2  | 2018.9.30 | 中山秀征 | 片瀬那奈   | 上重聡              | 佐藤義朗 安村直樹 | 安村直樹 | 笹崎里菜   |
| 2018.10.7 | 2019.9.29 | 中山秀征 | 片瀬那奈   | 上重聡              | 佐藤義朗 安村直樹 | 安村直樹 | 岩田絵里奈 |
| 2019.10.6 | 2020.3.29 | 中山秀征 | 片瀬那奈   | 中島芽生            | 上重聡 安村直樹   | 安村直樹 | 岩田絵里奈 |
| 2020.4.5  | 2021.3.28 | 中山秀征 | 片瀬那奈   | 中島芽生            | 上重聡 安村直樹   | 安村直樹 | 河出奈都美 |
| 2021.4.4  | 2023.3.26 | 中山秀征 | 徳島えりか | 中島芽生            | 上重聡 安村直樹   | 安村直樹 | 河出奈都美 |
| 2023.4.2  | 2024.3.31 | 中山秀征 | 徳島えりか | 佐藤梨那            | 上重聡 安村直樹   | 安村直樹 | 河出奈都美 |
| 2024.4.7  | 2025.3.30 | 中山秀征 | 岩田絵里奈 | 佐藤梨那            | 辻岡義堂 安村直樹 | 安村直樹 | 河出奈都美 |
| 2025.4.6  | 現在      | 中山秀征 | 岩田絵里奈 | 佐藤梨那            | 安村直樹          | （不在） | 河出奈都美 |

#### 週替わり出演者
土曜版では『シューイチファミリー』、日曜版では『コメンテーター』として出演。
○は土曜版のみ出演。☆は土曜版・日曜版どちらにも出演。
- 菅原薫（日本テレビ報道局政治部キャップ）
- 手嶋龍一（作家、外交ジャーナリスト）
- 名越康文（精神科医、評論家）☆
- 渋谷和宏（作家、経済ジャーナリスト）☆
- 田中雅美（タレント、スポーツコメンテーター）[注 14]☆
- 潮田玲子（元バドミントン選手）☆
- 鈴木大地（体育学者、初代スポーツ庁長官）
- 玉城絵美（研究者）
- 田中理恵（元体操選手）[注 15]☆
- 萱野稔人（哲学者、テレビコメンテーター、ラジオパーソナリティ）☆
- 畠山愛理（元新体操選手）
- 森詩絵里（弁護士）☆
- 辻元舞（モデル、女優）
- 伊沢拓司（クイズプレーヤ－、タレント、YouTuber）
- 石山アンジュ（社会起業家）☆
- 高橋祥子（生命科学者）
- 山崎晴太郎（アートディレクター）
- 三宅香帆（文芸評論家）
- 本仮屋ユイカ（俳優）○
- 松丸亮吾（謎解きクリエイター）○
- 鳥海高太朗（航空・旅行アナリスト）○
- アーロン・ズー（電通事業開発プロデューサー）
- 柳沢正史（医学者）○

#### スポーツ解説
不定期で出演。
- 北澤豪（タレント、サッカー解説者）
- 里崎智也（野球解説者、野球評論家）
- 五十嵐亮太（野球解説者）

#### お天気キャスター（土曜版のみ）
- 坐間妙子（気象予報士）[注 16]

#### レギュラーコーナー出演者
後藤はスタジオにも出演。
土曜版
後藤とTravis Japan以外は不定期で出演。
- 後藤楽々（フリーアナウンサー） - 「ミライのヨシュー!」
- 坂巻有紗（俳優） - 「シューイチ★セブン」リポーター
- ひまひま（インフルエンサー） - 「シューイチ★セブン」リポーター
- マツヤマイカ（デジタルクリエイター） - 「シューイチ★セブン」リポーター
- 佐藤和奏（モデル） - 「シューイチ★セブン」リポーター
- 吉川ひより（超ときめき♡宣伝部） - 「シューイチ★セブン」リポーター
- Travis Japan - 「スタディーJAPAN [15]」[注 17]

日曜版
不定期で出演。
- 片寄涼太（GENERATIONS） - 「まじっすか」
- 髙地優吾（SixTONES） - 「まじっすか」
- タイムマシーン3号 - 「まじっすか」
- 増田貴久（NEWS） - 「まじっすか」
- 猪狩蒼弥（KEY TO LIT） - 「まじっすか」

シューイチプレミアム（土曜版と日曜版の2日連続のコーナー）
不定期で出演
- 秋山竜次（ロバート） - 「体格ブラザーズ」
- 平子祐希（アルコ＆ピース） - 「体格ブラザーズ」
- 上重聡（フリーアナウンサー）[注 18] - 「体格ブラザーズ」

## 過去の出演者
- 杉ありさ - 「Showbiz Countdown」キャスター（2011年4月3日〈番組開始時〉 - 2011年9月25日）
- 木村好珠 - 「ぐる×とら」・「トレナビ」・「Showbiz Countdown」をキャスター（2011年4月3日〈番組開始時〉 - 2012年3月25日）
- 中村果生莉 - 「ぐる×とら」・「トレナビ」キャスター（2011年4月3日〈番組開始時〉 - 2012年3月25日）
- 中村アン - 「ぐる×とら」・「トレナビ」キャスター（2011年4月3日〈番組開始時〉 - 2012年3月25日）
- ヒガリノ - 「ぐる×とら」・「トレナビ」キャスター（2011年4月3日〈番組開始時〉 - 2012年3月25日）
- 三宅ひとみ - 「トレナビ」をキャスター（アイドリング!!!、2011年4月3日〈番組開始時〉 - 2012年3月25日）
- 谷中麻里衣 - お天気キャスター（2011年4月3日〈番組開始時〉 - 2012年3月25日）
- 加藤多佳子 - 「シューマツ5Min.」キャスター（2012年4月1日 - 2013年3月31日）
- 三原勇希 - 「トレナビ」キャスター（2012年4月1日 - 2013年3月31日）
- 浅賀優美 - お天気キャスター（2012年4月1日 - 2013年3月31日）
- 上田眞央 - 「8:00のトクシュー」・「トレナビ」をキャスター（2012年4月1日 - 2014年3月30日）
- 黒田有彩 - 「Showbiz Countdown」・「トレナビ」キャスター（2012年4月1日 - 2014年3月30日）
- 大坪あきほ - 「ウレスジ」キャスター（2013年4月7日 - 2014年3月30日）
- 小池花瑠奈 - 「ウレスジ」キャスター（2013年4月7日 - 2014年3月30日）
- 小林麗菜 - お天気キャスター（2013年4月7日 - 2014年3月30日）
- 新井恵理那 - 「9時半越え」キャスター（2014年4月6日 - 2015年3月29日[注 19]）
- 澤田有也佳 - お天気キャスター（2014年4月6日 - 2015年3月29日）※現・朝日放送テレビアナウンサー
- 森田みいこ - お天気キャスター（2015年4月5日 - 2016年3月27日）
- 橋本楓 - お天気キャスター（2016年4月3日 - 2017年4月2日）
- 西村まどか - お天気キャスター（2017年4月9日 - 2019年3月31日）
- 安田サラ - お天気キャスター（2019年4月7日 - 2021年3月28日）[16]

シューイチスマイル
- 山口賢貴

| 期間          | 期間          | お天気キャスター | シューイチガールズ                                        | シューイチスマイル |
| ------------- | ------------- | ---------------- | --------------------------------------------------------- | ------------------ |
| 2011年4月3日  | 2011年9月25日 | 谷中麻里衣       | 木村好珠 中村果生莉 中村アン ヒガリノ 三宅ひとみ 杉ありさ | 山口賢貴           |
| 2011年10月2日 | 2012年3月25日 | 谷中麻里衣       | 木村好珠 中村果生莉 中村アン ヒガリノ 三宅ひとみ          | 山口賢貴           |
| 2012年4月1日  | 2013年3月31日 | 浅賀優美         | 加藤多佳子 三原勇希 上田眞央 黒田有彩                     | 山口賢貴           |
| 2013年4月7日  | 2014年3月30日 | 小林麗菜         | 上田眞央 黒田有彩 大坪あきほ 小池花瑠奈                   | 山口賢貴           |
| 2014年4月6日  | 2015年3月29日 | 澤田有也佳       | 新井恵理那                                                | 山口賢貴           |
| 2015年4月5日  | 2016年3月27日 | 森田みいこ       | （不在）                                                  | （不在）           |
| 2016年4月3日  | 2017年3月26日 | 橋本楓           | （不在）                                                  | （不在）           |
| 2017年4月2日  | 2019年3月31日 | 西村まどか       | （不在）                                                  | （不在）           |
| 2019年4月7日  | 2021年3月28日 | 安田サラ         | （不在）                                                  | （不在）           |

コメンテーター
- 尾木直樹（教育評論家）

スポーツ解説
不定期出演
- 赤星憲広（タレント、野球解説者、野球評論家）
- 高橋由伸（野球解説者）

レギュラーコーナー
- 中丸雄一（「まじっすか」とコメンテーターも担当。現在出演見合わせ中）

## タイムテーブル・コーナー

### スタジオライブ
- 2025年6月22日 - 美麗-Bi-ray-「Butterfly」[17]

## テーマ曲
- 2011年4月3日 - 現在：ドゥービー・ブラザーズ「チャイナ・グローヴ」

## ネット局と放送時間

### 土曜版（ネット局）
- 第1部・第3部はローカルセールス枠のため、日本テレビ以外の通常時○とする局であっても、編成の都合で臨時に×に変更する場合がある一方で、通常時×とする局が有事・緊急時による報道特番扱いや特別編成実施時を中心に臨時に○に変更する場合がある。
- ネット局では時刻表示を行っているが、番組送出ではなく各局別の送出となっており、日本テレビと一部ネット局ではお天気ループも送出している。
- ネット状況について
  - ○…フルネット
  - △…7:55飛び降り
  - ×…非ネット

| 放送対象地域   | 放送局                    | 系列                          | 放送時間               | 放送時間               | 放送時間               | 備考 |
| 放送対象地域   | 放送局                    | 系列                          | 第1部 土曜 5:55 - 6:25 | 第2部 土曜 6:25 - 8:25 | 第3部 土曜 8:25 - 9:25 | 備考 |
| -------------- | ------------------------- | ----------------------------- | ---------------------- | ---------------------- | ---------------------- | --- |
| 関東広域圏     | 日本テレビ（NTV）         | 日本テレビ系列                | ○                      | ○                      | ○                      | 【制作局】 |
| 北海道         | 札幌テレビ（STV）         | 日本テレビ系列                | ○                      | ○                      | ○                      | - 2025年5月31日は『どさんこワイド179スペシャル ミライをつくる高校生 農業高校でいのちを学ぶ』（8:25 - 9:25）を放送のため、臨時に第3部を×に変更。 |
| 青森県         | 青森放送（RAB）           | 日本テレビ系列                | ○                      | ○                      | ○                      | |
| 岩手県         | テレビ岩手（TVI）         | 日本テレビ系列                | ○                      | ○                      | ○                      | |
| 宮城県         | ミヤギテレビ（MMT）       | 日本テレビ系列                | ○                      | ○                      | ○                      | |
| 秋田県         | 秋田放送（ABS）           | 日本テレビ系列                | ○                      | ○                      | ○                      | |
| 山形県         | 山形放送（YBC）           | 日本テレビ系列                | ○                      | ○                      | ○                      | |
| 福島県         | 福島中央テレビ（FCT）     | 日本テレビ系列                | ○                      | ○                      | ○                      | |
| 新潟県         | テレビ新潟（TeNY）        | 日本テレビ系列                | ○                      | ○                      | ○                      | |
| 静岡県         | 静岡第一テレビ（SDT）     | 日本テレビ系列                | ○                      | ○                      | ○                      | |
| 富山県         | 北日本放送（KNB）         | 日本テレビ系列                | ○                      | ○                      | ○                      | |
| 石川県         | テレビ金沢（KTK）         | 日本テレビ系列                | ○                      | ○                      | ○                      | |
| 中京広域圏     | 中京テレビ（CTV）         | 日本テレビ系列                | ○                      | ○                      | ○                      | |
| 近畿広域圏     | 読売テレビ（ytv）         | 日本テレビ系列                | ○                      | ○                      | ○                      | |
| 鳥取県・島根県 | 日本海テレビ（NKT）       | 日本テレビ系列                | ○                      | ○                      | ○                      | |
| 広島県         | 広島テレビ（HTV）         | 日本テレビ系列                | ○                      | ○                      | ○                      | |
| 山口県         | 山口放送（KRY）           | 日本テレビ系列                | ○                      | ○                      | ○                      | |
| 徳島県         | 四国放送（JRT）           | 日本テレビ系列                | ○                      | ○                      | ○                      | |
| 香川県・岡山県 | 西日本放送（RNC）         | 日本テレビ系列                | ○                      | ○                      | ○                      | |
| 愛媛県         | 南海放送（RNB）           | 日本テレビ系列                | ○                      | ○                      | ○                      | |
| 福岡県         | 福岡放送（FBS）           | 日本テレビ系列                | ○                      | ○                      | ○                      | |
| 長崎県         | 長崎国際テレビ（NIB）     | 日本テレビ系列                | ○                      | ○                      | ○                      | |
| 熊本県         | くまもと県民テレビ（KKT） | 日本テレビ系列                | ○                      | ○                      | ○                      | |
| 鹿児島県       | 鹿児島読売テレビ（KYT）   | 日本テレビ系列                | ○                      | ○                      | ○                      | |
| 長野県         | テレビ信州（TSB）         | 日本テレビ系列                | ○                      | ○                      | ×                      | |
| 大分県         | テレビ大分（TOS）         | 日本テレビ系列 フジテレビ系列 | ○                      | ○                      | ×                      | |
| 山梨県         | 山梨放送（YBS）           | 日本テレビ系列                | ○                      | △                      | ×                      | |
| 福井県         | 福井放送（FBC）           | 日本テレビ系列                | ○                      | △                      | ×                      | |
| 高知県         | 高知放送（RKC）           | 日本テレビ系列                | ○                      | △                      | ×                      | |

### 日曜版（ネット局）
- 第2部はローカルセールス枠のため、日本テレビ以外の通常時○とする局であっても、編成の都合で臨時に×に変更する場合がある一方で、通常時×とする局が有事・緊急時による報道特番扱いや特別編成実施時を中心に臨時に○に変更する場合がある。
- ネット局では時刻表示を行っているが、番組送出ではなく各局別の送出となっており、日本テレビと一部ネット局ではお天気ループも送出している。
- ネット状況について
  - ○…フルネット
  - ×…非ネット

| 放送対象地域   | 放送局                    | 系列                          | 放送時間               | 放送時間                | 備考 |
| 放送対象地域   | 放送局                    | 系列                          | 第1部 日曜 7:30 - 9:55 | 第2部 日曜 9:55 - 10:25 | 備考 |
| -------------- | ------------------------- | ----------------------------- | ---------------------- | ----------------------- | --- |
| 関東広域圏     | 日本テレビ（NTV）         | 日本テレビ系列                | ○                      | ○                       | 【制作局】 |
| 北海道         | 札幌テレビ（STV）         | 日本テレビ系列                | ○                      | ○                       | |
| 青森県         | 青森放送（RAB）           | 日本テレビ系列                | ○                      | ○                       | |
| 岩手県         | テレビ岩手（TVI）         | 日本テレビ系列                | ○                      | ○                       | - 2022年・2023年の10月第3日曜日は『いわて盛岡シティマラソン』中継（9:55 - 12:00）を放送するため第2部を臨時に×に変更。2024年の10月第3日曜日は後日、ダイジェスト版を放送予定のため、○だった。 |
| 宮城県         | ミヤギテレビ（MMT）       | 日本テレビ系列                | ○                      | ○                       | |
| 秋田県         | 秋田放送（ABS）           | 日本テレビ系列                | ○                      | ○                       | |
| 山形県         | 山形放送（YBC）           | 日本テレビ系列                | ○                      | ○                       | |
| 福島県         | 福島中央テレビ（FCT）     | 日本テレビ系列                | ○                      | ○                       | |
| 山梨県         | 山梨放送（YBS）           | 日本テレビ系列                | ○                      | ○                       | |
| 新潟県         | テレビ新潟（TeNY）        | 日本テレビ系列                | ○                      | ○                       | |
| 長野県         | テレビ信州（TSB）         | 日本テレビ系列                | ○                      | ○                       | |
| 静岡県         | 静岡第一テレビ（SDT）     | 日本テレビ系列                | ○                      | ○                       | |
| 富山県         | 北日本放送（KNB）         | 日本テレビ系列                | ○                      | ○                       | |
| 石川県         | テレビ金沢（KTK）         | 日本テレビ系列                | ○                      | ○                       | |
| 福井県         | 福井放送（FBC）           | 日本テレビ系列                | ○                      | ○                       | |
| 近畿広域圏     | 読売テレビ（ytv）         | 日本テレビ系列                | ○                      | ○                       | - 2022年4月3日から第2部を○に変更。 |
| 鳥取県・島根県 | 日本海テレビ（NKT）       | 日本テレビ系列                | ○                      | ○                       | |
| 広島県         | 広島テレビ（HTV）         | 日本テレビ系列                | ○                      | ○                       | |
| 山口県         | 山口放送（KRY）           | 日本テレビ系列                | ○                      | ○                       | |
| 徳島県         | 四国放送（JRT）           | 日本テレビ系列                | ○                      | ○                       | |
| 香川県・岡山県 | 西日本放送（RNC）         | 日本テレビ系列                | ○                      | ○                       | |
| 愛媛県         | 南海放送（RNB）           | 日本テレビ系列                | ○                      | ○                       | |
| 高知県         | 高知放送（RKC）           | 日本テレビ系列                | ○                      | ○                       | |
| 福岡県         | 福岡放送（FBS）           | 日本テレビ系列                | ○                      | ○                       | |
| 長崎県         | 長崎国際テレビ（NIB）     | 日本テレビ系列                | ○                      | ○                       | |
| 熊本県         | くまもと県民テレビ（KKT） | 日本テレビ系列                | ○                      | ○                       | |
| 鹿児島県       | 鹿児島読売テレビ（KYT）   | 日本テレビ系列                | ○                      | ○                       | |
| 中京広域圏     | 中京テレビ（CTV）         | 日本テレビ系列                | ○                      | ×                       | |
| 大分県         | テレビ大分（TOS）         | 日本テレビ系列 フジテレビ系列 | ○                      | ×                       | |

- 沖縄県の一部エリアでも、沖縄ケーブルネットワーク、宮古テレビのコミュニティチャンネルにて、鹿児島読売テレビから受信したものを同時放送している[23][24]。ただし、データ放送・字幕放送には対応していない。